# 滿洲國政府 (網絡國家)
滿洲國政府是2004年在香港由巴士站助理張少幫建立的一個网络国家，前稱「滿洲國臨時政府」，以推動滿洲獨立運動為目標。在其網站中，其自稱是滿洲國（一個從1932年至1945年間控制中國東北地區的未被普遍承认的国家）的流亡政府，要從中華人民共和國中獨立出其聲稱的領土以復國，但記者們和網民們表現出對其真實性和目的的質疑。其聲稱的領土範圍包括東北三省、內蒙古東部與現屬俄羅斯的外東北。

## 組織沿革
滿洲國臨時政府最初成立時，在網站奉溥儀為皇帝，不僅有元首、首相，聲稱其政府包括皇族與內閣等，並延用舊時的滿洲國國歌與滿洲國國旗，還有年號「宣統」。其聲稱在巴西、義大利、日本、美國等地都設有海外支部。满州国临时政府暂代皇帝以滿洲、日本及韓国为其领土。並以日本时代满洲国地图为证明。
自稱滿州國臨時政府總理大臣的舊滿洲國遺裔鈕祜祿·愍鎊指出，臨時政府確實存在，於2004年成立時採民主共和體制，2006年底改君主立憲制，有五名閣員，已獲漢滿日各族支持。滿洲國臨時政府是國際君主主義者會議的一員，也試圖加入非聯合國會員國家及民族組織。
2008年，滿洲國臨時政府舉辦了一場選舉以選出新皇帝，由據稱為香港大學歷史系學生的愛新覺羅·孝傑當選，但他與愛新覺羅家族的關係受到質疑，因為他的行輩「孝」字與族譜不合。隨後愛新覺羅·孝傑與臨時政府失去聯繫。2010年四月，臨時政府又主辦了一次選舉，由爱新觉罗·崇基當選皇帝。2011年五月，李志栓即皇帝位，同時Jason Adam Tonis獲選為首相。至2015年8月，愛新覺羅·獨立即皇帝位，並任命鈕祜祿·少幫（即張少幫）任首相。

## “两府合并”
2019年3月7日，原「滿洲國臨時政府」宣佈與另一滿洲國復國組織「滿洲國亡命政府」合併，改稱「滿洲國政府」，合併後從帝制改成共和制，由原「滿洲國亡命政府」的溥君擔任總統，原「滿洲國臨時政府」首相張少幫擔任副總統。

## 經濟活動
滿洲國臨時政府的中央銀行聲稱繼承了滿洲中央銀行，其貨幣滿洲國圓和美元為0.8的固定匯率，並可透過郵政接受匯兌。2007年起該政府聲稱以3美元一張販售身分證，以8美元一本販售所發行之護照，現金透過PayPal支付。其網站聲稱有販售滿洲國郵票，但當香港一名國際關係學者、明報專欄作家沈旭暉向他們詢問時，其發言人表示郵票已經售完了。這些活動導致香港證券及期貨事務監察委員會、希臘資本市場監察委員會（Hellenic Capital Market Commission）與西班牙证券市场委员会（Comisión Nacional del Mercado de Valores）於2008年2月發布警告，強調其不是一個被允許發售投資工具的法人。
滿洲國臨時政府為籌措重建滿洲國資金，開放納捐制度，捐款美金五百元就可獲賜「公爵」勳銜，美金一千元以上可獲八旗旗領，名額僅五名，網站還販售前清黃龍旗、滿洲香菸、溥儀畫像等。

## 外交
2017年8月17日，滿洲國臨時政府聲稱與太平洋微國家“奧拉尼亞王國”建立正式國交。
2020年7月3日，滿洲國臨時政府对中华人民共和国宣战。
2021年1月20日，滿洲國臨時政府以选举舞弊为由，宣布不承認美國拜登賀錦麗政權，并表示拒绝与之来往。
2022年2月26日，滿洲國臨時政府对俄罗斯联邦宣战。
2023年5月6日，由总统溥君和国务总理梅凤杰等率领的满洲国代表团访问韩国，满洲国新闻（满联社）称韩国前统一部次长金锡友带领满洲国代表团部分代表前往了首尔市政府。
代表团于6月1日下午在首尔韩国国会图书馆参加了由韩国土地管理学会主办的满洲国国际复国会议（韩方称北方领土光复国际学术会议），韩国民主党籍议员文振碩参与主持，部分社会人士和学者参与（满洲国新闻称韩方多名政府要员参与）。会上溥君表示满洲国曾是亚洲第一发达国家，但现在由于受到殖民而落后，并强调满洲国和韩国民族来自同一祖先。双方各界代表均强调了彼此的密切关系与相似性，认为两民族同属东北亚民族， 满洲现在正遭受的“殖民”韩国也曾遭受过（日属朝鲜），并有代表提及韩国多任总统（如朴正熙和全斗焕）与满洲国的联系。会议末，梅凤杰和韩国历史领土财团理事长张桂晃签署了《首尔宣言》，各代表振臂高呼满洲国万岁。会后，参会代表满洲国驻纽西兰特使丁强返回纽西兰，筹备接待访问纽西兰的西藏流亡政府代表团事宜。其余的人员转赴印度达兰萨拉，参加由西藏流亡政府举办的《中国与国际政治变局：希望与挑战》国际会议。
满洲国新闻称溥君和梅凤杰等曾在韩国国会大厅发表演讲。

## 外部連結
- 官方网站
- 官方网站 []
- 滿洲國政府的X（前Twitter）
- 意大利支部網站 （页面存档备份，存于）
- 巴西支部網站 （页面存档备份，存于），位於Google協作平台
- 國際君主主義者會議 （页面存档备份，存于）

### 外部图片
- “滿洲國總統”溥君照片 （页面存档备份，存于）
- “滿洲國副總統”张少帮照片 （页面存档备份，存于）
- “滿洲國政府全權總顧問”田中健之照片 （页面存档备份，存于）